# Peter Persidis
Peter Persidis est un footballeur autrichien né le 8 mars 1947 à Vienne et mort le 21 janvier 2009.

## Carrière
- 1967-1971 : First Vienna FC  Autriche
- 1971-1975 : Olympiakos  Grèce
- 1975-1982 : Rapid Vienne  Autriche

## Sélections
- 7 sélections et 0 but avec l'Autriche de 1976 à 1978.